# Чемпіонат Польщі з футболу
Чемпіонат Польщі з футболу (пол. Mistrzostwa Polski w piłce nożnej) — футбольні змагання в Польщі, засновані в 1920 році.

## Історія
У змаганнях беруть участь 16 команд. Сезон триває з середини липня до початку травня наступного року з зимовою перервою з початку грудня до початку березня. Наприкінці сезону команди, що посіли два останні місця, переходять класом нижче до першої ліги і відповідно дві найкращі команди першої ліги здобувають путівки до Екстракласи.
Екстракласа знаходиться під управлінням Екстракласи СА (пол. Ekstraklasa SA), а перша і друга ліги знаходяться під управлінням Польського Футбольного Союзу (пол. Polski Związek Piłki Nożnej).
У 1920-1926 рр., 1946 i 1947 чемпіон Польщі визначався кубковою системою - під час фінального турніру Чемпіонату Польщі - серед переможців регіональних змагань (класу A), які були організовані у всіх футбольних округах місцевими Окружними Футбольними Союзами (пол. Okręgowe Związki Piłki Nożnej). У сезоні 1951 чемпіоном Польщі ставав не переможець першої ліги, а володар Кубку Польщі. В інших роках (тобто протягом 1927-1938 i з 1948 дотепер) чемпіоном Польщі ставав переможець лігових змагань найвищого рівня.

## Чемпіони і призери
| Сезон | Чемпіон                          | 2-ге місце                               | 3-тє місце                               |
| ----- | -------------------------------- | ---------------------------------------- | ---------------------------------------- |
|       |                                  |                                          |                                          |
| 1920  | Чемпіонат Польщі не завершено    | Чемпіонат Польщі не завершено            | Чемпіонат Польщі не завершено            |
| 1921  | «Краковія» (Краків)              | «Полонія» (Варшава)                      | «Варта» (Познань)                        |
| 1922  | «Погонь» (Львів)                 | «Варта» (Познань)                        | «Краковія» (Краків) ЛКС «Лодзь»          |
| 1923  | «Погонь» (Львів)                 | «Вісла» (Краків)                         | «Полонія» (Варшава) «Варта» (Познань)    |
| 1924  | Чемпіонат Польщі не розігрувався | Чемпіонат Польщі не розігрувався         | Чемпіонат Польщі не розігрувався         |
| 1925  | «Погонь» (Львів)                 | «Варта» (Познань)                        | «Вісла» (Краків)                         |
| 1926  | «Погонь» (Львів)                 | «Полонія» (Варшава)                      | «Варта» (Познань)                        |
| 1927  | «Вісла» (Краків)                 | 1. ФК «Катовіце»                         | «Варта» (Познань)                        |
| 1928  | «Вісла» (Краків)                 | «Варта» (Познань)                        | «Легія» (Варшава)                        |
| 1929  | «Варта» (Познань)                | «Гарбарня» (Краків)                      | «Вісла» (Краків)                         |
| 1930  | «Краковія» (Краків)              | «Вісла» (Краків)                         | «Легія» (Варшава)                        |
| 1931  | «Гарбарня» (Краків)              | «Вісла» (Краків)                         | «Легія» (Варшава)                        |
| 1932  | «Краковія» (Краків)              | «Погонь» (Львів)                         | «Варта» (Познань)                        |
| 1933  | «Рух» (Хожув)                    | «Погонь» (Львів)                         | «Вісла» (Краків)                         |
| 1934  | «Рух» (Хожув)                    | «Краковія» (Краків)                      | «Вісла» (Краків)                         |
| 1935  | «Рух» (Хожув)                    | «Погонь» (Львів)                         | «Варта» (Познань)                        |
| 1936  | «Рух» (Хожув)                    | «Вісла» (Краків)                         | «Варта» (Познань)                        |
| 1937  | «Краковія» (Краків)              | АКС «Хожув»                              | «Рух» (Хожув)                            |
| 1938  | «Рух» (Хожув)                    | «Варта» (Познань)                        | «Вісла» (Краків)                         |
| 1939  | Чемпіонат Польщі не завершено    | Чемпіонат Польщі не завершено            | Чемпіонат Польщі не завершено            |
| 1940  | Чемпіонат Польщі не розігрували  | Чемпіонат Польщі не розігрували          | Чемпіонат Польщі не розігрували          |
| 1941  | Чемпіонат Польщі не розігрували  | Чемпіонат Польщі не розігрували          | Чемпіонат Польщі не розігрували          |
| 1942  | Чемпіонат Польщі не розігрували  | Чемпіонат Польщі не розігрували          | Чемпіонат Польщі не розігрували          |
| 1943  | Чемпіонат Польщі не розігрували  | Чемпіонат Польщі не розігрували          | Чемпіонат Польщі не розігрували          |
| 1944  | Чемпіонат Польщі не розігрували  | Чемпіонат Польщі не розігрували          | Чемпіонат Польщі не розігрували          |
| 1945  | Чемпіонат Польщі не розігрували  | Чемпіонат Польщі не розігрували          | Чемпіонат Польщі не розігрували          |
| 1946  | «Полонія» (Варшава)              | «Варта» (Познань)                        | АКС «Хожув»                              |
| 1947  | «Варта» (Познань)                | «Вісла» (Краків)                         | АКС «Хожув»                              |
| 1948  | «Краковія» (Краків)              | «Вісла» (Краків)                         | «Рух» (Хожув)                            |
| 1949  | «Вісла» (Краків)                 | «Краковія» (Краків)                      | «Лех» (Познань)                          |
| 1950  | «Вісла» (Краків)                 | «Рух» (Хожув)                            | «Лех» (Познань)                          |
| 1951  | «Рух» (Хожув)                    | «Вісла» (Краків)                         | АКС «Хожув» «Полонія» (Варшава)          |
| 1952  | «Рух» (Хожув)                    | «Полонія» (Битом)                        | «Краковія» (Краків)                      |
| 1953  | «Рух» (Хожув)                    | «Вавель» (Краків)                        | «Вісла» (Краків)                         |
| 1954  | «Полонія» (Битом)                | ЛКС «Лодзь»                              | «Рух» (Хожув)                            |
| 1955  | «Легія» (Варшава)                | «Заглембє» (Сосновець)                   | «Рух» (Хожув)                            |
| 1956  | «Легія» (Варшава)                | «Рух» (Хожув)                            | «Лехія» (Гданськ)                        |
| 1957  | «Гурник» (Забже)                 | «Гвардія» (Варшава)                      | ЛКС «Лодзь»                              |
| 1958  | ЛКС «Лодзь»                      | «Полонія» (Битом)                        | «Гурник» (Забже)                         |
| 1959  | «Гурник» (Забже)                 | «Полонія» (Битом)                        | «Гвардія» (Варшава)                      |
| 1960  | «Рух» (Хожув)                    | «Легія» (Варшава)                        | «Гурник» (Забже)                         |
| 1961  | «Гурник» (Забже)                 | «Полонія» (Битом)                        | «Легія» (Варшава)                        |
| 1962  | «Полонія» (Битом)                | «Гурник» (Забже)                         | «Заглембє» (Сосновець)                   |
| 1963  | «Гурник» (Забже)                 | «Рух» (Хожув)                            | «Заглембє» (Сосновець)                   |
| 1964  | «Гурник» (Забже)                 | «Заглембє» (Сосновець)                   | «Одра» (Ополе)                           |
| 1965  | «Гурник» (Забже)                 | «Шомбєркі» (Битом)                       | «Заглембє» (Сосновець)                   |
| 1966  | «Гурник» (Забже)                 | «Вісла» (Краків)                         | «Полонія» (Битом)                        |
| 1967  | «Гурник» (Забже)                 | «Заглембє» (Сосновець)                   | «Рух» (Хожув)                            |
| 1968  | «Рух» (Хожув)                    | «Легія» (Варшава)                        | «Гурник» (Забже)                         |
| 1969  | «Легія» (Варшава)                | «Гурник» (Забже)                         | «Полонія» (Битом)                        |
| 1970  | «Легія» (Варшава)                | «Рух» (Хожув)                            | «Гурник» (Забже)                         |
| 1971  | «Гурник» (Забже)                 | «Легія» (Варшава)                        | «Заглембє» (Валбжих)                     |
| 1972  | «Гурник» (Забже)                 | «Заглембє» (Сосновець)                   | «Легія» (Варшава)                        |
| 1973  | «Сталь» (Мелець)                 | «Рух» (Хожув)                            | «Гвардія» (Варшава)                      |
| 1974  | «Рух» (Хожув)                    | «Гурник» (Забже)                         | «Сталь» (Мелець)                         |
| 1975  | «Рух» (Хожув)                    | «Сталь» (Мелець)                         | «Шльонськ» (Вроцлав)                     |
| 1976  | «Сталь» (Мелець)                 | ГКС «Тихи»                               | «Вісла» (Краків)                         |
| 1977  | «Шльонськ» (Вроцлав)             | «Відзев» (Лодзь)                         | «Гурник» (Забже)                         |
| 1978  | «Вісла» (Краків)                 | «Шльонськ» (Вроцлав)                     | «Лех» (Познань)                          |
| 1979  | «Рух» (Хожув)                    | «Відзев» (Лодзь)                         | «Сталь» (Мелець)                         |
| 1980  | «Шомбєркі» (Битом)               | «Відзев» (Лодзь)                         | «Шльонськ» (Вроцлав)                     |
| 1981  | «Відзев» (Лодзь)                 | «Вісла» (Краків)                         | «Шомбєркі» (Битом)                       |
| 1982  | «Відзев» (Лодзь)                 | «Шльонськ» (Вроцлав)                     | «Сталь» (Мелець)                         |
| 1983  | «Лех» (Познань)                  | «Відзев» (Лодзь)                         | «Рух» (Хожув)                            |
| 1984  | «Лех» (Познань)                  | «Відзев» (Лодзь)                         | «Погонь» (Щецін)                         |
| 1985  | «Гурник» (Забже)                 | «Легія» (Варшава)                        | «Відзев» (Лодзь)                         |
| 1986  | «Гурник» (Забже)                 | «Легія» (Варшава)                        | «Відзев» (Лодзь)                         |
| 1987  | «Гурник» (Забже)                 | «Погонь» (Щецін)                         | ГКС «Катовіце»                           |
| 1988  | «Гурник» (Забже)                 | ГКС «Катовіце»                           | «Легія» (Варшава)                        |
| 1989  | «Рух» (Хожув)                    | ГКС «Катовіце»                           | «Гурник» (Забже)                         |
| 1990  | «Лех» (Познань)                  | «Заглембє» (Любін)                       | ГКС «Катовіце»                           |
| 1991  | «Заглембє» (Любін)               | «Гурник» (Забже)                         | «Вісла» (Краків)                         |
| 1992  | «Лех» (Познань)                  | ГКС «Катовіце»                           | «Відзев» (Лодзь)                         |
| 1993  | «Лех» (Познань)                  | «Легія» (Варшава)                        | ЛКС «Лодзь»                              |
| 1994  | «Легія» (Варшава)                | ГКС «Катовіце»                           | «Гурник» (Забже)                         |
| 1995  | «Легія» (Варшава)                | «Відзев» (Лодзь)                         | ГКС «Катовіце»                           |
| 1996  | «Відзев» (Лодзь)                 | «Легія» (Варшава)                        | «Гутник» (Краків)                        |
| 1997  | «Відзев» (Лодзь)                 | «Легія» (Варшава)                        | «Одра» (Водзіслав-Шльонський)            |
| 1998  | ЛКС «Лодзь»                      | «Полонія» (Варшава)                      | «Вісла» (Краків)                         |
| 1999  | «Вісла» (Краків)                 | «Відзев» (Лодзь)                         | «Легія» (Варшава)                        |
| 2000  | «Полонія» (Варшава)              | «Вісла» (Краків)                         | «Рух» (Хожув)                            |
| 2001  | «Вісла» (Краків)                 | «Погонь» (Щецін)                         | «Легія» (Варшава)                        |
| 2002  | «Легія» (Варшава)                | «Вісла» (Краків)                         | «Аміка» (Вронкі)                         |
| 2003  | «Вісла» (Краків)                 | «Дискоболія» (Гродзиськ-Великопольський) | ГКС «Катовіце»                           |
| 2004  | «Вісла» (Краків)                 | «Легія» (Варшава)                        | «Аміка» (Вронкі)                         |
| 2005  | «Вісла» (Краків)                 | «Дискоболія» (Гродзиськ-Великопольський) | «Легія» (Варшава)                        |
| 2006  | «Легія» (Варшава)                | «Вісла» (Краків)                         | «Заглембє» (Любін)                       |
| 2007  | «Заглембє» (Любін)               | ГКС «Белхатув»                           | «Легія» (Варшава)                        |
| 2008  | «Вісла» (Краків)                 | «Легія» (Варшава)                        | «Дискоболія» (Гродзиськ-Великопольський) |
| 2009  | «Вісла» (Краків)                 | «Легія» (Варшава)                        | «Лех» (Познань)                          |
| 2010  | «Лех» (Познань)                  | «Вісла» (Краків)                         | «Рух» (Хожув)                            |
| 2011  | «Вісла» (Краків)                 | «Шльонськ» (Вроцлав)                     | «Легія» (Варшава)                        |
| 2012  | «Шльонськ» (Вроцлав)             | «Рух» (Хожув)                            | «Легія» (Варшава)                        |
| 2013  | «Легія» (Варшава)                | «Лех» (Познань)                          | «Шльонськ» (Вроцлав)                     |
| 2014  | «Легія» (Варшава)                | «Лех» (Познань)                          | «Рух» (Хожув)                            |
| 2015  | «Лех» (Познань)                  | «Легія» (Варшава)                        | «Ягеллонія» (Білосток)                   |
| 2016  | «Легія» (Варшава)                | П'яст                                    | Заглембє (Любін)                         |
| 2017  | «Легія» (Варшава)                | «Ягеллонія» (Білосток)                   | «Лех» (Познань)                          |
| 2018  | «Легія» (Варшава)                | «Ягеллонія» (Білосток)                   | «Лех» (Познань)                          |
| 2019  | «П'яст» (Глівіце)                | «Легія» (Варшава)                        | «Лехія» (Гданськ)                        |
| 2020  | «Легія» (Варшава)                | «Лех» (Познань)                          | «П'яст» (Глівіце)                        |
| 2021  | «Легія» (Варшава)                | «Ракув» (Ченстохова)                     | «Погонь» (Щецин)                         |
| 2022  | «Лех» (Познань)                  | «Ракув» (Ченстохова)                     | «Погонь» (Щецин)                         |
| 2023  | «Ракув» (Ченстохова)             | «Легія» (Варшава)                        | «Лех» (Познань)                          |
| 2024  | «Ягеллонія» (Білосток)           | «Шльонськ» (Вроцлав)                     | «Легія» (Варшава)                        |
| 2025  | «Лех» (Познань)                  | «Ракув» (Ченстохова)                     | «Ягеллонія» (Білосток)                   |

Примітки:
1. У сезоні 1920 нелігові змагання кубковою системою I Чемпіонату Польщі не докінчено. Запланований на час з 29 серпня 1920 до 31 жовтня 1920 фінальний етап Чемпіонату Польщі - через польсько-радянську війну - змушено скасувати. Проведено тільки неповний кваліфікаційний етап (так званий Клас А) - у краківському окрузі (з 9 травня 1920) завершилися змагання і визначено переможця («Краковія» (Краків)), але не завершилися змагання у львівському окрузі (з 6 червня 1920) і познаньському (з 9 травня 1920), а в округах лодзькому і варшавському змагання навіть не розпочалися.
2. У сезоні 1924 - з причин підготовки збірної до Олімпійських ігор у Парижі - фінальний етап не розіграний. Визначилися тільки переможці усіх округів.
3. У сезоні 1927 - перший і єдиний раз в історії - Чемпіонат Польщі був проведений кубковою системою (офіційнно) і ліговою системою (неофіційнно). З причин незгоди Польського Футбольного Союзу Ліга існувала нелегально, хоча крім «Краковії» до неї належали усі знані футбольні клуби. Тільки 29 грудня 1927 - вже після закінчення змагань - з'їзд футбольних влад постановив post factum, що титул чемпіона Польщі отримає переможець лігових змагань («Вісла» (Краків)).
4. У сезоні 1939 - з причин початку другої світової війни - змагання не докінчено (перервано протягом 13-го туру), і не розігрувалися у 1940-1945 рр.
5. У сезоні 1951 - чемпіоном Польщі ставав не переможець першої ліги («Вісла» (Краків)), а володар Кубку Польщі («Рух» (Хожув)). У лізі нагороди здобули: «Вісла» (Краків) (1 місце) - «Гурник» (Радлін) (2 місце) - «Легія» (Варшава) (3 місце).
6. 21 червня 1993 - день після закінчення сезону 1992/1993 - Президіум Керівництва Польського Футбольного Союзу, шляхом голосування 5:4, відібрав перемогу у лізі клубові «Легія» (Варшава) (підозра у підкупі у виграному 6:0 виїзному матчі проти «Вісли» (Краків) в останньому турі сезону). Після кінцевої верифікації - постановою з 10 липня 1993 - той самий орган признав чемпіонський титул для «Леха» (Познань), а «Легія» переміщена на 2 місце у турнірній таблиці. Усі перегляди цієї справи були закінчені на некористь «Легії» (останні з грудня 2004 і січня 2007).

## Статистика за історію

### Найуспішніші клуби
За всю історію проведення Чемпіонату Польщі призерами ставали 35 клубів. Лідерами класифікації є «Легія» (Варшава), яка має 15 золотих титулів.
| №.  | Клуб                                     | Місця на подіум | Місця на подіум | Місця на подіум | Переможні сезони                                                                         |
| №.  | Клуб                                     | Чемпіон         | 2-е місце       | 3-є місце       | Переможні сезони                                                                         |
| --- | ---------------------------------------- | --------------- | --------------- | --------------- | ---------------------------------------------------------------------------------------- |
| 1.  | «Легія» (Варшава)                        | 15              | 14              | 14              | 1955, 1956, 1969, 1970, 1994, 1995, 2002, 2006, 2013, 2014, 2016, 2017, 2018, 2020, 2021 |
| 2.  | «Рух» (Хожув)                            | 14              | 6               | 9               | 1933, 1934, 1935, 1936, 1938, 1951, 1952, 1953, 1960, 1968, 1974, 1975, 1979, 1989       |
| 3.  | «Гурник» (Забже)                         | 14              | 4               | 7               | 1957, 1959, 1961, 1963, 1964, 1965, 1966, 1967, 1971, 1972, 1985, 1986, 1987, 1988       |
| 4.  | «Вісла» (Краків)                         | 13              | 13              | 9               | 1927, 1928, 1949, 1950, 1978, 1999, 2001, 2003, 2004, 2005, 2008, 2009, 2011             |
| 5.  | «Лех» (Познань)                          | 9               | 3               | 7               | 1983, 1984, 1990, 1992, 1993, 2010, 2015, 2022, 2025                                     |
| 6.  | «Краковія» (Краків)                      | 5               | 2               | 2               | 1921, 1930, 1932, 1937, 1948                                                             |
| 7.  | «Відзев» (Лодзь)                         | 4               | 7               | 3               | 1981, 1982, 1996, 1997                                                                   |
| 8.  | «Погонь» (Львів)                         | 4               | 3               | -               | 1922, 1923, 1925, 1926                                                                   |
| 9.  | «Варта» (Познань)                        | 2               | 5               | 7               | 1929, 1947                                                                               |
| 10. | «Шльонськ» (Вроцлав)                     | 2               | 4               | 3               | 1977, 2012                                                                               |
| 11. | «Полонія» (Битом)                        | 2               | 4               | 2               | 1954, 1963                                                                               |
| 12. | «Полонія» (Варшава)                      | 2               | 3               | 3               | 1946, 2000                                                                               |
| 13. | ЛКС «Лодзь»                              | 2               | 1               | 3               | 1958, 1998                                                                               |
| 13. | «Сталь» (Мелець)                         | 2               | 1               | 3               | 1973, 1976                                                                               |
| 15. | «Заглембє» (Любін)                       | 2               | 1               | 2               | 1991, 2007                                                                               |
| 16. | «Ягеллонія» Білосток                     | 1               | 2               | 2               | 2024                                                                                     |
| 17. | «Шомбєркі» (Битом)                       | 1               | 1               | 1               | 1980                                                                                     |
| 18. | «Ракув» (Ченстохова)                     | 1               | 3               | -               | 2023                                                                                     |
| 19. | «Гарбарня» (Краків)                      | 1               | 1               | -               | 1931                                                                                     |
| 20. | П'яст                                    | 1               | -               | 2               | 2019                                                                                     |
| 21. | ГКС «Катовіце»                           | -               | 4               | 4               |                                                                                          |
| 22. | «Заглембє» (Сосновець)                   | -               | 4               | 3               |                                                                                          |
| 23. | «Погонь» (Щецін)                         | -               | 2               | 3               |                                                                                          |
| 24. | «Дискоболія» (Гродзиськ-Великопольський) | -               | 2               | 1               |                                                                                          |
| 25. | АКС «Хожув»                              | -               | 1               | 3               |                                                                                          |
| 26. | «Гвардія» (Варшава)                      | -               | 1               | 2               |                                                                                          |
| 27. | 1. ФК «Катовіце»                         | -               | 1               | -               |                                                                                          |
| 27. | ГКС «Тихи»                               | -               | 1               | -               |                                                                                          |
| 27. | «Вавель» (Краків)                        | -               | 1               | -               |                                                                                          |
| 27. | ГКС «Белхатув»                           | -               | 1               | -               |                                                                                          |
| 31. | «Аміка» (Вронкі)                         | -               | -               | 2               |                                                                                          |
| 31. | «Лехія» (Гданськ)                        | -               | -               | 2               |                                                                                          |
| 33. | «Гутник» (Краків)                        | -               | -               | 1               |                                                                                          |
| 33. | «Одра» (Ополе)                           | -               | -               | 1               |                                                                                          |
| 33. | «Одра» (Водзіслав-Шльонський)            | -               | -               | 1               |                                                                                          |
| 33. | «Заглембє» (Валбжих)                     | -               | -               | 1               |                                                                                          |